# Volkszeitung (Schwerin)
Die Volkszeitung war das Organ der KPD Mecklenburg-Vorpommern von 1945 bis 1946.

## Geschichte
Am 13. Juli 1945 erschien die erste Ausgabe der Volkszeitung in Schwerin, als erste deutsche Zeitung in Mecklenburg nach Kriegsende. Herausgeber war die Landesleitung der KPD, Chefredakteur war Karl Raab (Pseudonym Arthur Fiedler). Die Zeitung erschien zunächst wöchentlich, später täglich außer sonn- und feiertags.
Seit dem 8. April 1946 wurde sie als Organ der neugegründeten SED herausgegeben, am 9. April letztmals als Volkszeitung. Seit dem 10. April 1946 gab es die Landes-Zeitung als Organ der SED, in der die Redaktion der ehemaligen SPD-Zeitung Volksstimme mit beteiligt war.
Seit 1952 heißt sie Schweriner Volkszeitung und besteht bis in die Gegenwart.